# Саша Кругосветов
Са́ша Кругосве́тов (род. 15 августа 1941, Галич, Ивановская область) — литературный псевдоним российского писателя, учёного и изобретателя Льва Яковлевича Лапкина.
Член союза писателей-переводчиков города Москвы, член Интернационального Союза писателей и куратор его петербургского филиала. Наиболее известен как автор книжного цикла для детей о путешествиях капитана Александра, входящие в который повести «Большие дети моря» и «Киты и люди» были отмечены премиями «Алиса» (2014) и «Серебряный Роскон» (2015) международного конвента фантастики «Роскон», а также произведениями для взрослых в жанре публицистики и художественной прозы.

## Биография
Лев Лапкин родился 15 августа 1941 года в городе Галич Костромской области, где из-за начавшихся родов срочно высадили с поезда его мать Любовь Львовну Кох (1911—1985), ехавшую в эвакуацию из Ленинграда в Свердловск. Отец будущего писателя Яков Моисеевич Лапкин (1903—1992) был заместителем директора крупного государственного завода, имевшего оборонное значение, и в этот период находился в Ленинграде, занимаясь подготовкой эвакуации предприятия на Урал, а впоследствии пошёл добровольцем на фронт в качестве рядового солдата. В январе 1945 года Яков Лапкин был представлен к званию Героя Советского Союза, но был награждён орденом Красного Знамени.
Послевоенное детство Льва Лапкина проходило в Ленинграде. В 1958 году он поступил в Ленинградский Институт точной механики и оптики (ЛИТМО). Во время учёбы был редактором стенгазеты «Студенческие Окна Сатиры», участвовал в агитпоходах и КВН-ах, занимался разными видами спорта, обучался на военной кафедре, по окончании которой прошёл месячные сборы в качестве моряка в Североморске.
Работал в научно-исследовательском институте «Гранит», в последующие годы возглавлял подразделение Академии Наук СССР, руководил рядом опытно-конструкторских и научно-исследовательских работ, преподавал в Институте повышения квалификации руководящих работников.
В область научных интересов Льва Яковлевича Лапкина входили исследования и проектирование в ракетостроении и научном приборостроении. Опубликовал более ста научных трудов в области математики и электроники, стал кандидатом технических наук, а также получил 27 авторских свидетельств — все разработки были внедрены в практику.
В 1991 году Лев Лапкин ушёл из Академии Наук в связи с закрытием направления.
Серьёзно занялся литературным творчеством в начале 2010-х годов, тогда же возник и литературный псевдоним Саша Кругосветов. Первая книга «Остров Дадо. Суеверная демократия» вышла в 2012 году. Впоследствии она была переведена на английский язык, представлена в 2013 году на Лондонской и Нью-Йоркской книжных ярмарках, а в 2014 году опубликована в Великобритании под названием «Dado Island. The Superstitious Democracy».
Эта книга была ориентирована на детско-юношескую аудиторию, за ней последовали три другие, так же, как и «Остров Дадо», входящие в цикл «Путешествия капитана Александра».
В 2014 году были изданы две первых предназначенных для взрослого читателя книги Саши Кругосветова «А рыпаться все равно надо» (публицистика) и «Сто лет в России» (беллетризированная мемуарная проза). Примерно с того же времени в разных периодических изданиях (журналы «Российский колокол», «Нева», «Аврора», газеты «Литературная Россия», «Литературная газета», «Независимая газета» и др.) начали публиковаться его рассказы для взрослых. Но при этом продолжали выходить и произведения для детей.
Среди книг автора, появившихся в последние годы, можно выделить ориентированные как на взрослую, так и на детскую аудиторию. И те, и другие привлекают внимание критиков, удостаиваются литературных наград.

## Награды и премии

### Наиболее значимые литературные награды
- Премия «Алиса» международного конвента фантастики «РосКон» за лучшее детско-юношеское произведение года (за книгу «Большие дети моря»), 2014[2].
- Лонг-листер премии «Литературной газеты» «Золотой Дельвиг», 2014[12].
- Гран-при-лауреат Московской литературной премии по итогам сезона 2014 года в номинации публицистика (Московская премия имени Владимира Алексеевича Гиляровского) за сборник «Живите в России»[13].
- «Серебряный Роскон» — премия международного конвента фантастики «РосКон» в номинации «Повести и рассказы» за повесть «Киты и люди», 2015[3].
- Международная медаль имени Адама Мицкевича, учреждённая Фестивалем Славянской Поэзии в Варшаве при поддержке ЮНЕСКО и Интернациональным Союзом писателей, Москва — Варшава, 2015[14].
- Премия «Изумрудный город» Крымского фестиваля фантастики «Созвездие Аю-Даг», за лучшее произведение, обращенное к детской и подростковой аудитории — за книгу «Киты и люди», 2015[15].
- Премия «Специальный приз оргкомитета конференции Роскон» за вклад в развитие фантастики, 2016[16].
- Гран-при-лауреат международного музыкально-литературного фестиваля «Ялос-2016» в номинации «Проза» за сборник «Цветные рассказы», 2016[17].
- Финалист и дипломант премии «Нонконформизм-2016» в номинации «Нонконформизм – поступок» за роман «Остров Мория. Пацанская демократия»[18].
- Международная литературная премия имени Владимира Гиляровского 1 степени. Номинация «Художественная проза», 2016[19].
- Лауреат еженедельника «Литературная Россия» за 2016 год «за неутомимые жанровые эксперименты в художественной прозе»[20].
- Премия «Рыцарь Фантастики» конвента РосКон-2017. Диплом и именной меч[21][22].
- Финалист и дипломант премии «Нонконформизм-2017» в номинации «Нонконформизм — поступок» за книгу «Пора домой»[23].
- Мемориальная премия им. И.А. Соколова XXXIV Международного фестиваля фантастики «Аэлита», 2017[24].
- Премия «Белый лотос», главная награда фестиваля «Поехали! в Астрахань», 2017 (вместе с Марией Семёновой)[25].

### Другие награды и звания
- Чемпион Ленинграда среди юношей по академической гребле, 1959.
- Ветеран труда, 2001.
- Медаль правительства Москвы «За доблестный труд», 2013.
- Медаль Российской муниципальной академии «За вклад в развитие местного самоуправления», 2014.
- Памятная медаль Российского императорского дома «Юбилей Всенародного Подвига. 1613-2013» за деятельность на благо Российского государства, 2015.

### Путешествия капитана Александра
Произведения цикла в порядке, отражающем хронологию путешествий героя:
- Большие дети моря, 2013.
- Киты и люди, 2014.
- Архипелаг Блуждающих Огней, 2013.
- Остров Дадо. Суеверная демократия, 2012.
- Остров Мория. Пацанская демократия, 2015.

Помимо книг, в которых данные произведения выходили отдельно, можно отметить следующие издания, связанные с циклом:
- Dado Island. The Superstitious Democracy, 2014 — «Остров Дадо. Суеверная демократия» в переводе на английский язык.
- Бывальщина и небывальщина. Морийские рассказы, 2015 — цикл рассказов, действие которых происходит в художественном мире романа «Остров Мория. Пацанская демократия».
- Путешествия капитана Александра. Четырёхтомник, 2015 — издание, в которое вошли все произведения цикла. Иллюстраторы Саша фон Хагемейстер, Алексей Зуев.

### Художественная проза для взрослых
- Сжечь мосты, 2017.
- Пора домой, 2017.
- Цветные рассказы, 2017.
- Прогулки по Луне, 2017[27].

### Публицистика и мемуарная проза
- Живите в России, 2014 — сборник, объединивший две ранее выходившие книги:
  - Сто лет в России, 2014.
  - А рыпаться все равно надо, 2014.
- Птицы, 2016.
- Заметки в ЖЖ, 2016.

### Сборники, сочетающие художественную прозу и публицистику
- Послания из прошлого, 2015.
- Светящиеся ворота, 2016.

## Оценки творчества
Писатель и литературный критик Максим Замшев так характеризует творчество Кругосветова:

Наверное, мы соскучились по таким писателям, ищущим свой путь на ощупь, не примыкающим ни к каким творческим лагерям, не выгадывающим заранее в своих текстах премиальную или коммерческую составляющую. Кругосветов — это типичный писатель-монологист, обращающийся к миру взахлёб, предлагая ему свои фантазии, свой порядок существования добра и зла. Как правило, мир к таким упёртым романтикам относится настороженно, но в итоге настолько привыкает к ним, что уже не мыслит себя вне их присутствия, хотя бы тайного.

Писатель-фантаст Сергей Лукьяненко в программе «Книжная кухня» на радио «Эхо Москвы в Петербурге», рассказывая, почему детские книги Саши Кругосветова публикуются в серии «Сергей Лукьяненко представляет автора», отметил следующее:

Книги Саши Кругосветова — это очень хороший шаг к созданию нормальной современной детской литературы. Тут главное то, что они нравятся детям, то, что дети их читают. Основной критерий и основной судья — ребёнок… Книги Саши Кругосветова написаны достаточно простым, лёгким языком. Они интересны, увлекательны для ребёнка, для подростка. И немаловажный фактор, что они учат хорошим, добрым вещам.